# Mistrzostwa Polski w hokeju na lodzie (1938/1939)
Mistrzostwa Polski w hokeju na lodzie 1938/1939 – 10. edycja mistrzostw. Turniej finałowy rozegrany został w Katowicach w dniach 1-3.03.1939 w dwóch grupach - I (mistrzowskiej) i II (spadkowej). Mistrzem Polski został Dąb Katowice.

## Grupa I (mistrzowska)
rozegrane mecze: 
- 1939-03-01 Warszawianka - Polonia Warszawa 1:0
- 1939-03-01 Dąb Katowice - Ognisko Wilno 6:1
- 1939-03-02 Dąb Katowice - Polonia Warszawa 5:1
- 1939-03-02 Warszawianka - Ognisko Wilno 4:2
- 1939-03-03 Ognisko Wilno - Polonia Warszawa 1:0
- 1939-03-03 Dąb Katowice - Warszawianka 4:0

| Lp. | Zespół           | M | Pkt | W | R | P | G + | G - | +/- |
| --- | ---------------- | - | --- | - | - | - | --- | --- | --- |
| 1   | Dąb Katowice     | 3 | 6   | 3 | 0 | 0 | 15  | 2   | +13 |
| 2   | Warszawianka     | 3 | 4   | 2 | 0 | 1 | 5   | 6   | -1  |
| 3   | Ognisko Wilno    | 3 | 2   | 1 | 0 | 2 | 4   | 10  | -6  |
| 4   | Polonia Warszawa | 3 | 0   | 0 | 0 | 3 | 1   | 7   | -6  |

## Grupa II (spadkowa)
| Lp. | Zespół      | M | Pkt | W | R | P | G + | G - | +/- |
| --- | ----------- | - | --- | - | - | - | --- | --- | --- |
| 1   | Czarni Lwów | 3 | 6   | 3 | 0 | 0 | 10  | 1   | +9  |
| 2   | Cracovia    | 3 | 3   | 1 | 1 | 1 | 7   | 4   | +3  |
| 3   | ŁKS Łódź    | 3 | 3   | 1 | 1 | 1 | 7   | 6   | +1  |
| 4   | AZS Poznań  | 3 | 0   | 0 | 0 | 3 | 0   | 15  | -15 |

AZS Poznań nie stawił się na turniej w Katowicach - wszystkie jego mecze zweryfikowano jako walkower dla przeciwników. 